# Thrill Seeker
Thrill Seeker is het eerste studioalbum van de Amerikaanse metalcoreband August Burns Red. Het is het enige studioalbum van de band waarop bassist Jordan Tuscan en zanger Josh McManness te horen zijn.

## Nummers
| 1.                 | Your Little Suburbia Is in Ruins | 3:58 |
| 2.                 | Speech Impediment                | 4:01 |
| 3.                 | Endorphins                       | 3:10 |
| 4.                 | Too Late for Roses               | 3:19 |
| 5.                 | Barbarian                        | 3:45 |
| 6.                 | The Reflective Property          | 3:51 |
| 7.                 | A Wish Full of Dreams            | 2:58 |
| 8.                 | Consumer                         | 4:10 |
| 9.                 | A Shot Below the Belt            | 4:10 |
| 10.                | Eve of the End (instrumentaal)   | 3:09 |
| 11.                | The Seventh Trumpet              | 8:12 |
| Totale duur: 44:46 |                                  |      |

## Formatie
- Josh McManness – leidende vocalen
- JB Brubaker – leidende gitaar
- Brent Rambler – slaggitaar
- Jordan Tuscan – bas
- Matt Greiner – drums, piano